# Philip Julius Bornemann (kanslisekreterare)
Philip Julius Bornemann, född den 2 september 1599 i Bückeburg i Tyskland, död den 9 augusti 1652, var en dansk kanslisekreterare, son till dr. med. Cosmus Bornemann och Margrete von der Meden, far till professor Cosmus Bornemann, till prästen Johan Adolph Bornemann och till biskop Henrik Bornemann. 
Bornemann studerade vid olika universitet och blev lic. jur. i Wittenberg. Anbefalld av sin morbror Martin von der Meden blev han först anställd i kansliet hos greven av Oldenburg och därefter hos ärkebiskop Johan Fredrik av Bremen. 
1626 blev han kammarsekreterare hos hertig Fredrik, som då var biskop i Verden och koadjutor i Halberstadt; från hans tjänst gick han 1629 över i Kristian IV:s som sekreterare i det tyska kansliet. 
Med ett kort avbrott från 1635 till 1637, då han på nytt var anställd hos hertig Fredrik som då var ärkebiskop i Bremen, förblev han i den danske kungens tjänst till sin död och nyttjades särskilt mycket vid tyska kansliets förrättningar; han förlänades med flera kanonikat.